# Ernestine Chassebœuf
Pour les articles homonymes, voir Troispoux et Chassebœuf.
Ernestine Troispoux, épouse Chassebœuf, est une épistolière fictive française, censée être née en 1910 à Botz-en-Mauges et morte en septembre 2005.

## Parcours
Ernestine Chassebœuf a toujours vécu en Anjou. Née à Botz-en-Mauges, elle passe le certificat d'études et épouse en 1928 Edmond Chassebœuf, qui mourra en 1970. On lui attribue une liaison éphémère avec le philosophe Jean-Baptiste Botul, liaison qu'elle a toujours niée. Elle passe la majeure partie de sa vie à Coutures, en Maine-et-Loire (dans les troglodytes), où elle s'occupe de son jardin et de ses poules.
En 1999, elle commence à écrire des lettres dénonçant dans un style truculent et naïf, dysfonctionnements et injustices. Alain Rémond et Jean Lebrun lui permettent d'acquérir une petite notoriété. C'est surtout à l'occasion de la querelle du droit de prêt en bibliothèque qu'elle se fait connaître en écrivant à tous les écrivains qui avaient signé la pétition réclamant le retrait de leurs livres des bibliothèques tant qu'un accord n'aurait pas été trouvé. Sur sa lancée, elle continue à écrire à des personnalités économiques, politiques, littéraires ou des médias, sa franchise voulant servir à mettre en lumière les incohérences de notre société.
Ernestine a été adaptée au théâtre et a confié certaines de ses lettres à lire à Jean Lebrun, dans son émission de France Culture.
Elle a été surnommée « la vieille dame indignée », par Télérama.

## Œuvres
- Anthologie de la poésie jardinière et primesautière tout à la fois. Le fruit dans le vers éditeur, 06/2000. Imprimé sur les presses de l'atelier-poésie du Club des Cheveux bleus de Sainte Aplate, pour le marché de la poésie de Rochefort-sur-Loire. Tirage à très petit nombre pour quelques amis. Non distribué dans le commerce.
- La Brouette et les Deux Orphelines. Correspondances sur le droit de prêt en bibliothèque / illustrations Pascal Jousselin. Vauchrétien : Ivan Davy ; Angers : Deleatur, 2000, 120 p.  (ISBN 2-86750-033-8)  (ISBN 2-86807-097-3)
- Glossaire du patois des Troglodytes-du-Dessous. Angers : Deleatur, 2002.
- Ernestine écrit partout, tome 1 (1999) / illustrations Quentin Faucompré. Paris : Ginkgo, coll. "Biloba" n° 4, 03/2003, 159 p.  (ISBN 2-84679-015-9)
- Ernestine écrit partout, tome 2 (2000-2003) / illustrations Quentin Faucompré. Paris : Ginkgo, coll. "Biloba" n° 6, 05/2004, 159 p.  (ISBN 2-84679-021-3)
- Ernestine écrit partout, tome 3 (correspondances 2000-2005) / illustrations Quentin Faucompré. Paris : Ginkgo, coll. "Biloba", 11/2005  (ISBN 2-84679-015-9). Suivi de : Anthologie de la poésie jardinière et primesautière tout à la fois et Glossaire du patois des Troglodytes-du-Dessous.
- Cent coups de sang d'Ernestine (le Bestoffe) / illustrations Émilie Harel. Angers : Le Polygraphe, 10/2010, 215 p.  (ISBN 978-2-909051-42-0). Suivi de : Dictionnaire biographique raisonné par Gilles Rosière. Rééd. Saint-Sébastien-sur-Loire : Éditions d'Orbestier, 2017, 216 p.  (ISBN 978-2-84238-379-4)

## Citation
Extrait de La Brouette et les Deux Orphelines. Correspondances sur le droit de prêt en bibliothèque, p. 42.
Ernestine Chassebœuf
49320 Coutures
Le 24 mai an deux mille
À Monsieur Alain Decaux,
À une époque où il y a tant de chômage, c’est pas très normal de faire tant de métiers : la radio, la télé, les livres d’histoire, l’Académie française, et j’ai appris y a pas longtemps que les publicités et les ouatères payantes c’était Decaux aussi, faudrait peut-être laisser un peu de travail pour les autres, surtout les jeunes.
Ça m’étonnerait pas qu’elle soit de vous, l’idée de faire payer cent sous dans les bibliothèques. Quand on voit tout l’argent qu’on peut gagner avec les ouatères payantes, ça doit paraître bizarre qu’un autre besoin naturel comme la lecture continue à être gratuit.
Répondez-moi vite pour m’expliquer pourquoi vous avez lancé cette pétition, et tâchez de travailler un peu moins, à votre âge quand on en fait trop, c’est infarctus et compagnie.
Dans l’attente de votre réponse, j’espère que ma lettre vous trouvera de même.
Ernestine Chassebœuf.